# Casa de Hierros

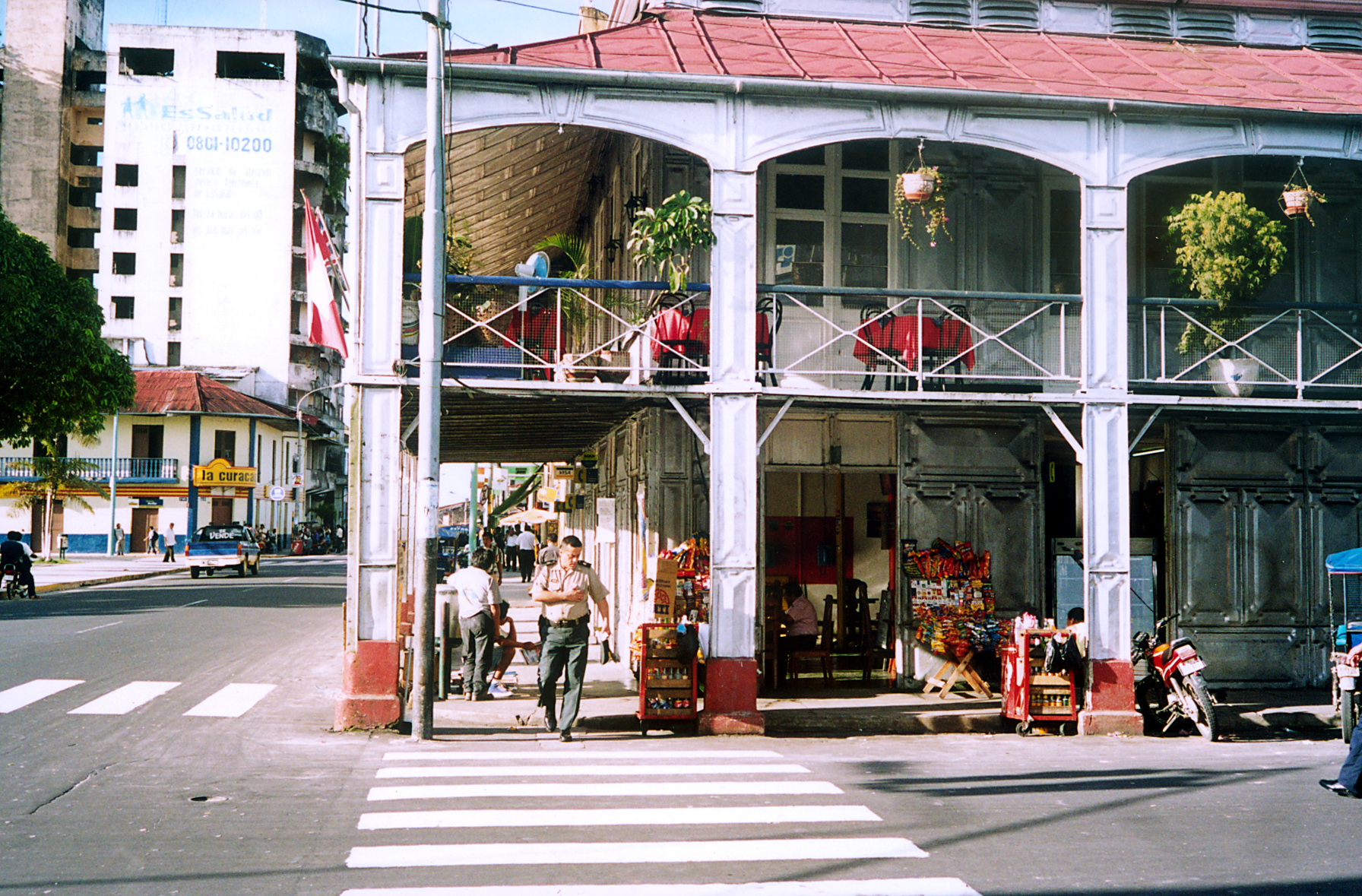
Casa de Hierros, Iquitos, Peru

Casa de Hierro (sp., Järnhuset) är ett hus som är uppfört i staden Iquitos i Amazonas, Peru.
Huset konstruerades 1897 av den belgiska ingenjören Joseph Danly. Det visades upp på den internationella mässan i Paris 1889. Det var tillverkat av den belgiska firman Les Forges d'Aisseau. Huset köptes av gummibaronen Anselmo del Aguila, demonterades och transporterades till Peru, där det uppfördes som det första prefabricerade huset i Peru.
Sedan 1985 förvaltas det av Club Social de Iquitos, som har bidragit till dess restaurering. På andra våningen finns en restaurang, "la Cafetería del Amazonas".
Huset är beläget två kvarter från Malecon Tarapata, i korsningen mellan gatorna Prospero och Sargento Lores.
Byggnaden är klassad som ”Patrimonio Histórico Cultural de la Nación” (nationellt historisk kulturarv).
Byggnaden har två våningar med stöd av pelare i smidesjärn. Taket är pyramidformat i mörkröd färg. Väggplåtarna är silverfärgade. På två sidor finns balkonger: den västra ger utsikt över Plaza de Armas i Iquitos och den södra ger en vy av första kvarteret av Jirón Putumayo.